# Karsten Wiebke

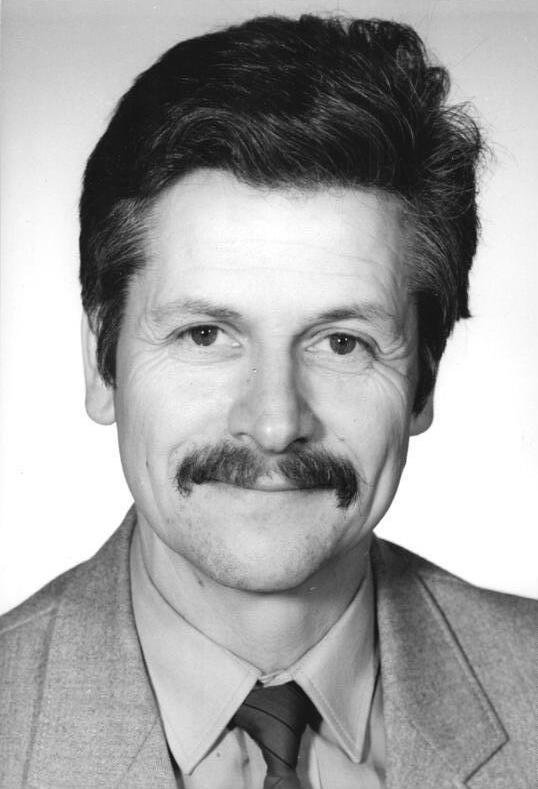
Karsten Wiebke (1990)

Karsten Friedrich Wiebke (* 27. April 1938 in Kiel; † 26. März 2020 in Quedlinburg) war ein deutscher Tierarzt und Politiker (SPD).

## Leben und Beruf
Wiebke besuchte die Grund- und Oberschule in Waren (Müritz) und studierte nach dem Abitur ab 1958 Veterinärmedizin an der Karl-Marx-Universität Leipzig und der Humboldt-Universität zu Berlin. Er legte 1963 sein Examen ab und promovierte im Jahr 1965. Von 1965 bis 1990 war er als Tierarzt in einer staatlichen tierärztlichen Gemeinschaftspraxis in Penkun tätig. Nach 1990 arbeitete er als Tierarzt in Blankenburg und Prenzlau. Wiebke war verheiratet und Vater von zwei Kindern.

## Politik
Wiebke trat zur Zeit der Wende in der DDR im Januar 1990 in die SPD ein. Er wurde bei der Volkskammerwahl 1990 zum Abgeordneten der letzten Volkskammer der DDR gewählt und war vom 18. März 1990 bis zum 2. Oktober 1990 Mitglied der SPD-Fraktion in der Volkskammer.
Nach der deutschen Wiedervereinigung wurde er bei der Landtagswahl in Brandenburg 1990 als SPD-Direktkandidat im Wahlkreis 7 (Prenzlau-Angermünde II) in den brandenburgischen Landtag gewählt. Bei den Wahlen in den Jahren 1994 und 1999 erreichte er den Wiedereinzug in den Potsdamer Landtag, indem er jeweils das Direktmandat im Wahlkreis 9 (Uckermark II) gewinnen konnte. Er war Abgeordneter vom 26. Oktober 1990 bis zum 13. Oktober 2004. Im Landtag war er agrarpolitischer Sprecher der SPD-Fraktion und von 1990 bis 1999 stellvertretender SPD-Fraktionsvorsitzender. Er hatte in der ersten Legislaturperiode den stellvertretenden Vorsitz im Ausschuss für Ernährung, Landwirtschaft und Forsten inne und gehörte dem Ausschuss von 1994 bis 1999 als einfaches Mitglied an. Von 1999 bis 2004 war er Mitglied in den Ausschüssen für Europaangelegenheiten und Entwicklungspolitik sowie für Landwirtschaft, Umweltschutz und Raumordnung.
Wiebke war von 1993 bis 2008 auch Abgeordneter des Kreistags Uckermark.
Wiebke gehörte ab 1994 zeitweise dem Landesvorstand der SPD Brandenburg an.